# Hohhot
Hohhot (chiń. 呼和浩特; pinyin Hūhéhàotè; mong. ᠬᠥᠬᠡᠬᠣᠲᠠ, Kökeqota; Хөх хот, Chöch chot) – miasto o statusie prefektury miejskiej w północnych Chinach, ośrodek administracyjny regionu autonomicznego Mongolia Wewnętrzna, w dolinie rzeki Huang He, u podnóży Daqing Shan. W 2010 roku liczba mieszkańców miasta wynosiła 802 403. Prefektura miejska w 1999 roku liczyła 2 115 432 mieszkańców. Ośrodek gospodarki i centrum kultury Mongołów w Chinach; rozwinięty przemysł skórzany, włókienniczy, odzieżowy, spożywczy, maszynowy oraz rzemiosło artystyczne. W mieście działa kilka szkół wyższych, w tym uniwersytet. Siedziba rzymskokatolickiej archidiecezji Suiyuan. 14 km na wschód od Hohhotu znajduje się port lotniczy Hohhot-Baita.
Miasto nazywane jest przez Mongołów „Niebieskim Miastem”, a przez Hanów „Zielonym Miastem” (青城, Qīng Chéng).

## Historia
Miasto zostało założone w XVI w. przez Mongołów i było ważnym ośrodkiem buddyzmu tybetańskiego. W drugiej połowie XVII w., pod koniec panowania dynastii Ming, obszar zaczęli zasiedlać Chińczycy, którzy trudnili się przede wszystkim rolnictwem. Nadali oni  miastu nazwę Guihua (歸化). W latach 1735–39, ok. 3 km na północ od Guihua, założono nowe, chińskie miasto Suiyuan (綏遠). W 1913 roku miasta połączono w jedno i nadano mu nazwę Guisui (歸綏). Był to ważny ośrodek handlu granicznego z dużą, muzułmańską społecznością kupiecką.
Znaczenie miejscowości jako ośrodka handlowego wzrosło po 1922 roku, kiedy dokonano elektryfikacji oraz ukończono budowę linii kolejowych, łączących Guisui z Pekinem, Tiencinem i Baotou. W tym okresie w mieście rozwijało się głównie rzemiosło.
W 1928 roku, kiedy w ramach polityki wprowadzania chińskiej administracji do Mongolii Wewnętrznej utworzono prowincję Suiyuan, miasto stało się jej siedzibą. W czasie okupacji japońskiej (1937–45) było stolicą marionetkowego państwa Mengjiang. Po utworzeniu Chińskiej Republiki Ludowej w 1949 roku zmalała liczba ludności chińskiej napływającej do regionu. W 1952 roku przeniesiono z Zhangjiakou do Guisui stolicę regionu autonomicznego Mongolia Wewnętrzna. Dwa lata później, w 1954 roku, zmieniono nazwę miasta na Hohhot. W 1957 roku otworzono pierwszy w Mongolii Wewnętrznej uniwersytet.

## Gospodarka
W mieście rozwinął się przemysł maszynowy, spożywczy, włókienniczy oraz skórzany.

## Podział administracyjny
Prefektura miejska Hohhot podzielona jest na:
- 4 dzielnice: Huimin, Xincheng, Yuquan, Saihan,
- 4 powiaty: Togtoh, Wuchuan, Horinger, Qingshuihe,
- chorągiew: lewa chorągiew Tumd.

## Turystyka
- Świątynia Pięciu Pagód w Hohhocie
- Świątynia Dazhao
- Grobowiec Wang Zhaojun
- Muzeum Mongolii Wewnętrznej